# Aleix Sarri i Camargo
Aleix Sarri i Camargo (Barcelona, 1985) és un polític català que va exercir com a coordinador de la política internacional del departament de la presidència durant el mandat del 131è president de la Generalitat de Catalunya, Quim Torra.
Llicenciat en Biotecnologia i Màster en Relacions Internacionals per l'IBEI, ha estat assistent i assessor a Brussel·les de l'eurodiputat liberal del Partit Demòcrata Europeu Català Ramon Tremosa, al Comitè d'Economia i Finances del Parlament Europeu. Fruit d'aquesta llarga experiència al cor de la Unió Europea, el 2014 va publicar el llibre La Unió Europea en perill: tot el que volies saber sobre l'Europa i l'Euro i el 2016, conjuntament amb Ramon Tremosa, L'Europa que han fet fracassar.
Des de l'octubre de 2016, és articulista habitual al diari Nació Digital, on ha publicat més de cent cinquanta articles de temàtiques diverses.

El 2015 es va presentar a les eleccions espanyoles del 21-D dins de la candidatura de Democràcia i Llibertat. Entre setembre de 2018 i gener de 2020 fou coordinador de Polítiques Internacionals de Presidència del Govern, un càrrec anteriorment ocupat per l'historiador Josep Lluís Alay. La seva responsabilitat era la d'assessorar el president Quim Torra i de col·laborar-hi en el disseny de l'estratègia de política internacional del govern català.
En les eleccions al Parlament Europeu del 2019 es va presentar en el número set de la llista Junts per Catalunya. El candidat de Junts per Catalunya - Lliures per Europa va abandonar el debat de les europees que es va celebrar el 14 de maig de 2019, en el context de debats electorals al voltant de les eleccions al Parlament Europeu, marxant del plató de TV3, on es feia el debat de les eleccions europees just després de fer una breu intervenció per denunciar que la JEC no va deixar participar el candidat Toni Comín en el debat. Actualment (2023) és cap de l’equip tècnic de Junts al Parlament Europeu i director de l’oficina europarlamentària al Born. L'any 2022 va coordinar la redacció de la ponència política de Junts per Catalunya en el seu segon congrés.
Des d'octubre de 2024 és encarregat de relacions internacionals i Països Catalans del seu partit.

## Publicacions
- 2014 - La Unió Europea en perill: tot el que volies saber sobre Europa i l’euro
- 2016 - L’Europa que han fet fracassar